# كيم نيوكومب
كيم نيوكومب (بالإنجليزية: Kim Newcombe)‏ مواليد 02 يناير 1944 في نيوزيلندا - الوفاة 14 أغسطس 1973 في أكسفورد، أكسفوردشير، إنجلترا، كان متسابق دراجات نارية نيوزلندي. نافس في سباقات بطولة العالم لفئة 500 سي سي. توفي إثر حادث تعرض له أثناء السباق.